# Cestrum porphyreum
Cestrum porphyreum är en potatisväxtart som beskrevs av Michel Félix Dunal. Cestrum porphyreum ingår i släktet Cestrum och familjen potatisväxter. Inga underarter finns listade i Catalogue of Life.